# Peugeot XR7
La Peugeot XR7 è una motocicletta stradale appartenente al segmento delle sportive di cilindrata 50 cm³.
È stata lanciata sul mercato nel maggio 2008 quale erede della XR6 e monta un motore Minarelli a 2 tempi.

## Descrizione
L'estetica è stata in parte modificata rispetto alla progenitrice e presenta una estesa carenatura per la quale la Peugeot ha preso spunto dalle moto da competizione attuali. Seguendo gli ultimi dettami del mercato anche gli indicatori di direzione anteriori sono stati incorporati negli specchietti.
Per quanto riguarda la parte meccanica, i rapporti del cambio che è sempre del tipo ad innesti frontali e con gli ingranggi sempre in presa sono sempre 6, i freni sono entrambi a disco e il raffreddamento è a liquido. All'anteriore è disposta una forcella a steli rovesciati e sul posteriore vi è un classico monoammortizzatore.
Essendo omologata come ciclomotore le sue prestazioni sono in linea con quelle previste dal codice della strada italiano.
Tra i suoi principali concorrenti c'erano l'Aprilia RS e il Yamaha TZR. Sulla stessa 
base è stata realizzata la naked Peugeot NK7.